# Dolna Koznița (sit SPA)
Dolna Koznița este o arie protejată (arie de protecție specială avifaunistică — SPA) din Bulgaria întinsă pe o suprafață de 3.994,52 ha, integral pe uscat.

## Localizare
Centrul sitului Dolna Koznița este situat la coordonatele 42°16′14″N 22°55′09″E / 42.270556°N 22.919167°E.

## Înființare
Situl Dolna Koznița a fost declarat arie de protecție specială avifaunistică în martie 2007 pentru a proteja 12 specii de animale.

## Biodiversitate
Situată în ecoregiunea continentală, aria protejată nu include niciun habitat protejat.
La baza desemnării sitului se află mai multe specii protejate de  păsări (12): fâsă-de-câmp (Anthus campestris), acvilă țipătoare mică (Aquila pomarina), caprimulg (Caprimulgus europaeus), erete cenușiu (Circus pygargus), cristeiul de câmp (Crex crex), șoim dunărean (Falco cherrug), șoim călător (Falco peregrinus), acvilă pitică (Hieraaetus pennatus), sfrâncioc roșiatic (Lanius collurio), sfrânciocul cu frunte neagră (Lanius minor), ciocârlie de pădure (Lullula arborea), ciocănitoare verzuie (Picus canus)
Pe lângă speciile protejate, pe teritoriul sitului au mai fost identificate 12 specii de păsări.